# Musca metallina
Musca metallina là một loài ruồi trong họ Tachinidae.